# Joshua Morrow
Joshua Jacob Morrow, född 8 februari 1974 i Juneau, Alaska, är en amerikansk skådespelare mest känd för rollen som Nicholas Newman i tv-serien The Young and the Restless som han har spelat sedan 1994.
Morrow och hustrun Tobe har tre söner och en dotter.